# Gouvernorat de Tunis
Le gouvernorat de Tunis (arabe : ولاية تونس), créé le 21 juin 1956, est l'un des 24 gouvernorats de la Tunisie.
Il est situé dans le Nord du pays et couvre une superficie de 346 km2, soit 0,2 % de la superficie du pays. Il abrite en 2024 une population de 1 075 306 habitants. Son chef-lieu est Tunis (capitale de la Tunisie).
Le gouvernorat est le plus important pôle industriel du pays. Il fait partie du Grand Tunis (gouvernorats de l'Ariana, de Ben Arous, de La Manouba et de Tunis).

## Géographie
Situé dans le Nord du pays, le gouvernorat de Tunis couvre une superficie de 346 km2, soit 0,2 % de la superficie du pays, ce qui le classe à la dernière place parmi les 24 gouvernorats du pays.
En 2014, 1 056 247 personnes habitent le gouvernorat ; sa densité est de 3 053 habitants par kilomètre carré. Ouvert sur la mer Méditerranée à l'est, il est entouré par trois gouvernorats, ceux de l'Ariana au nord, de La Manouba à l'ouest et de Ben Arous au sud.
Le gouvernorat possède un climat méditerranéen avec des précipitations annuelles atteignant 470 millimètres.
Administrativement, il est divisé en 21 délégations, huit municipalités et 158 imadas,.

### Délégations

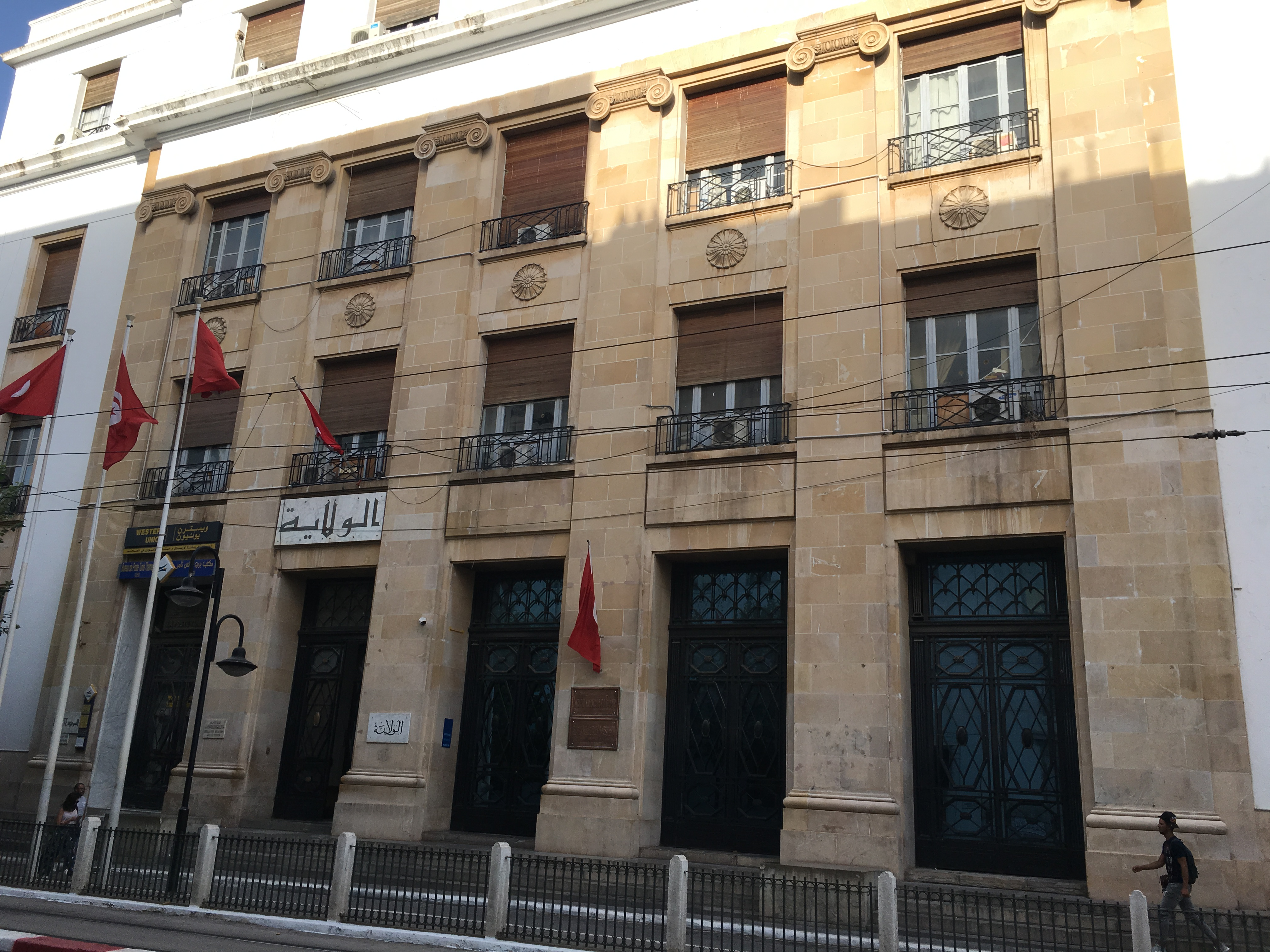
Siège du gouvernorat.

| CG                                            | Délégation          | Population en 2024 |
| --------------------------------------------- | ------------------- | ------------------ |
| 1153                                          | Bab El Bhar         | 30 322             |
| 1154                                          | Bab Souika          | 25 142             |
| 1151                                          | Carthage            | 22 203             |
| 1159                                          | Cité El Khadra      | 30 345             |
| 1168                                          | Djebel Jelloud      | 24 183             |
| 1166                                          | El Kabaria          | 83 856             |
| 1158                                          | El Menzah           | 40 738             |
| 1155                                          | El Omrane           | 37 678             |
| 1156                                          | El Omrane supérieur | 57 993             |
| 1165                                          | El Ouardia          | 30 143             |
| 1157                                          | Ettahrir            | 19 679             |
| 1162                                          | Ezzouhour           | 35 484             |
| 1163                                          | Hraïria             | 118 229            |
| 1169                                          | La Goulette         | 48 382             |
| 1171                                          | La Marsa            | 113 133            |
| 1160                                          | Le Bardo            | 68 799             |
| 1170                                          | Le Kram             | 88 302             |
| 1152                                          | La Médina           | 17 376             |
| 1161                                          | Séjoumi             | 28 387             |
| 1167                                          | Sidi El Béchir      | 25 044             |
| 1164                                          | Sidi Hassine        | 129 888            |
| Sources : Institut national de la statistique |                     |                    |

### Municipalités
Le gouvernorat de Tunis est divisé en huit municipalités dont le centre, Tunis, est la plus peuplée avec 728 453 habitants, la deuxième étant Sidi Hassine avec seulement 79 381 habitants. Viennent ensuite les municipalités de La Marsa, Le Bardo, Le Kram, La Goulette puis Carthage avec respectivement 79 381, 77 890, 58 152, 28 407 et 15 922 habitants. La moins peuplée des municipalités est celle de Sidi Bou Saïd, avec seulement 4 793 habitants.
| CC    | Communes      | Population |
| ----- | ------------- | ---------- |
| 11 11 | Tunis Ville   | 728 453    |
| 11 12 | Le Bardo      | 70 244     |
| 11 13 | Le Kram       | 58 152     |
| 11 14 | La Goulette   | 28 407     |
| 11 15 | Carthage      | 15 922     |
| 11 16 | Sidi Bou Saïd | 4 793      |
| 11 17 | La Marsa      | 77 890     |
| 11 18 | Sidi Hassine  | 79 381     |

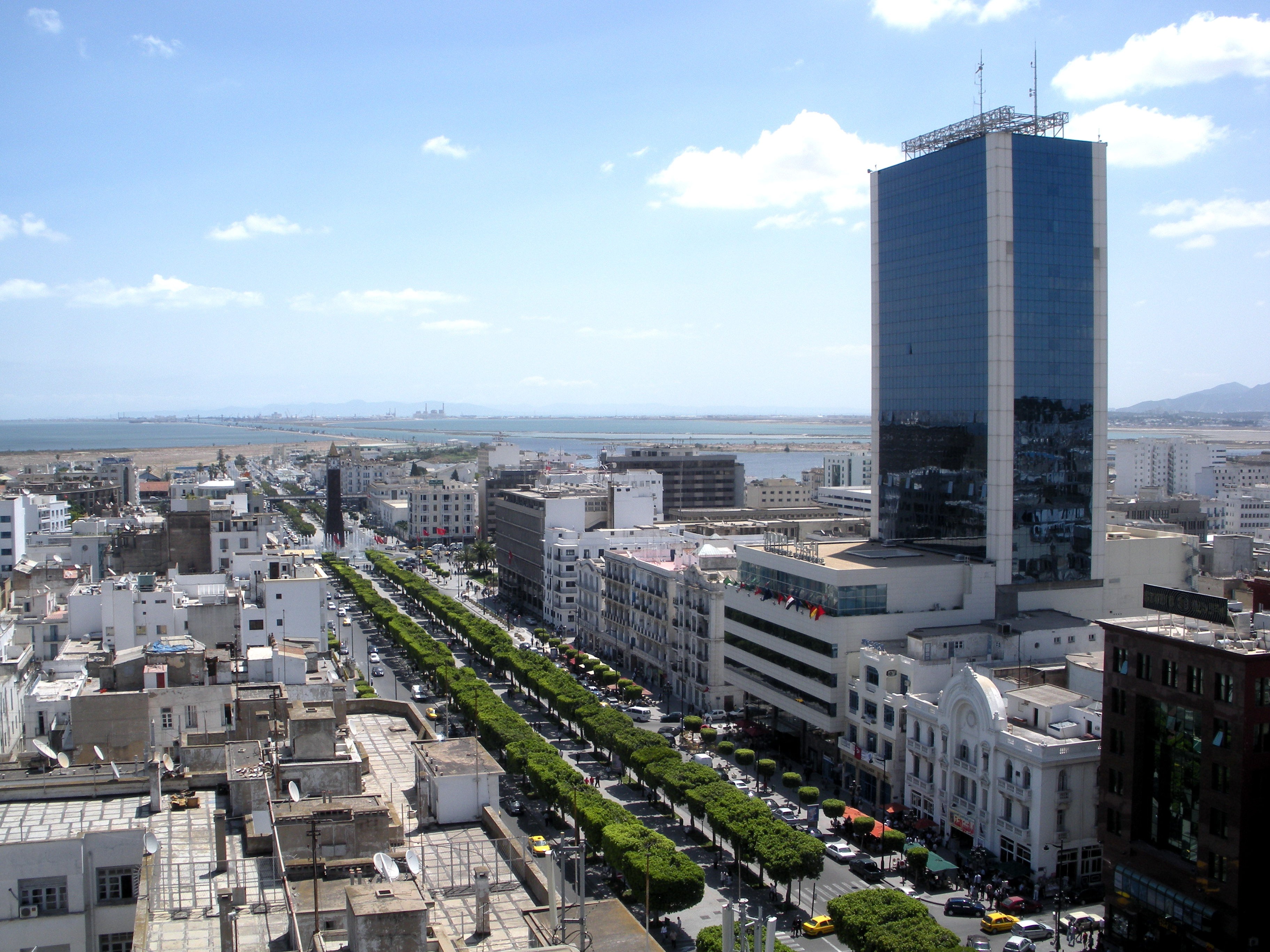
Tunis.
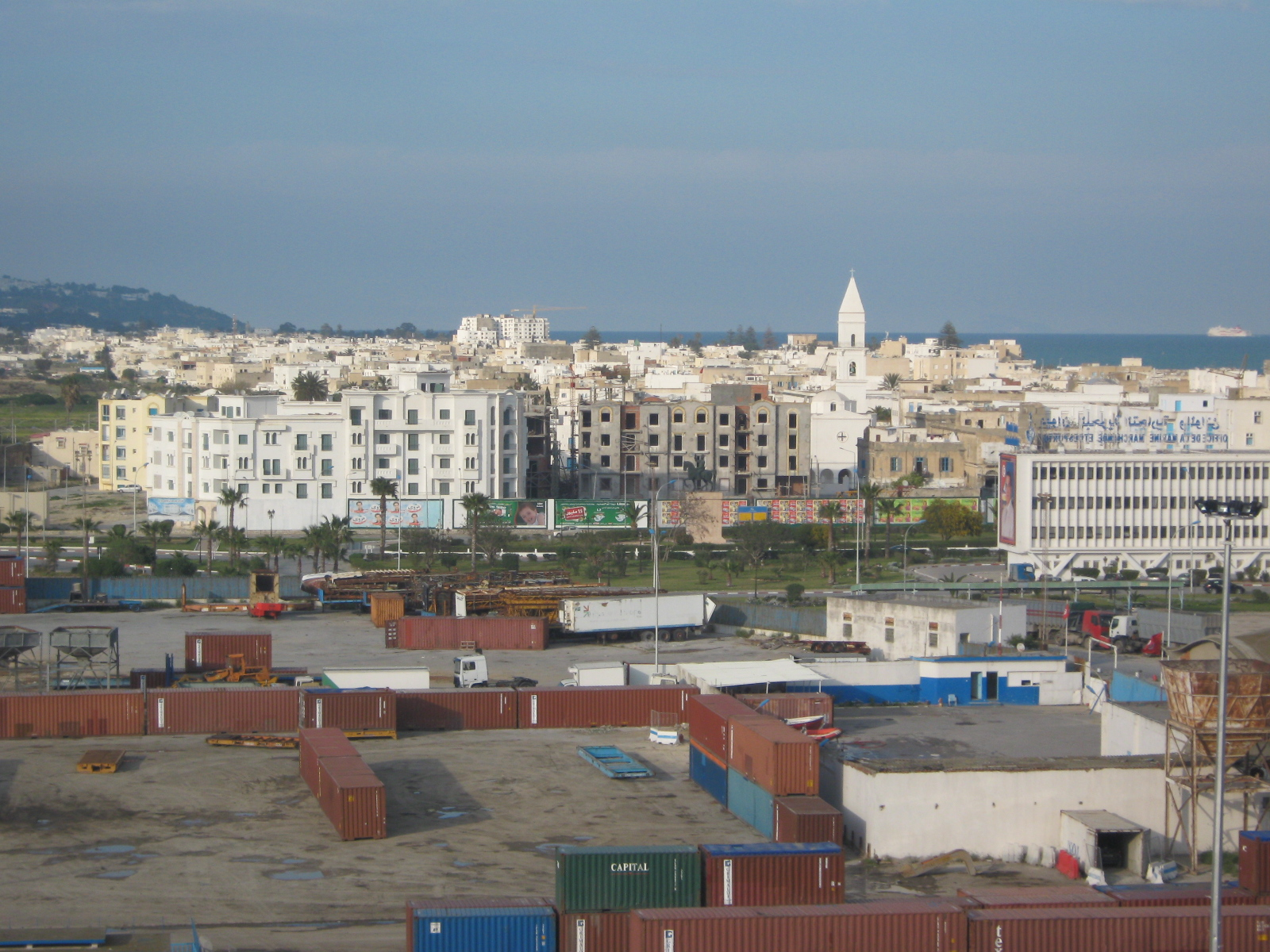
La Goulette.
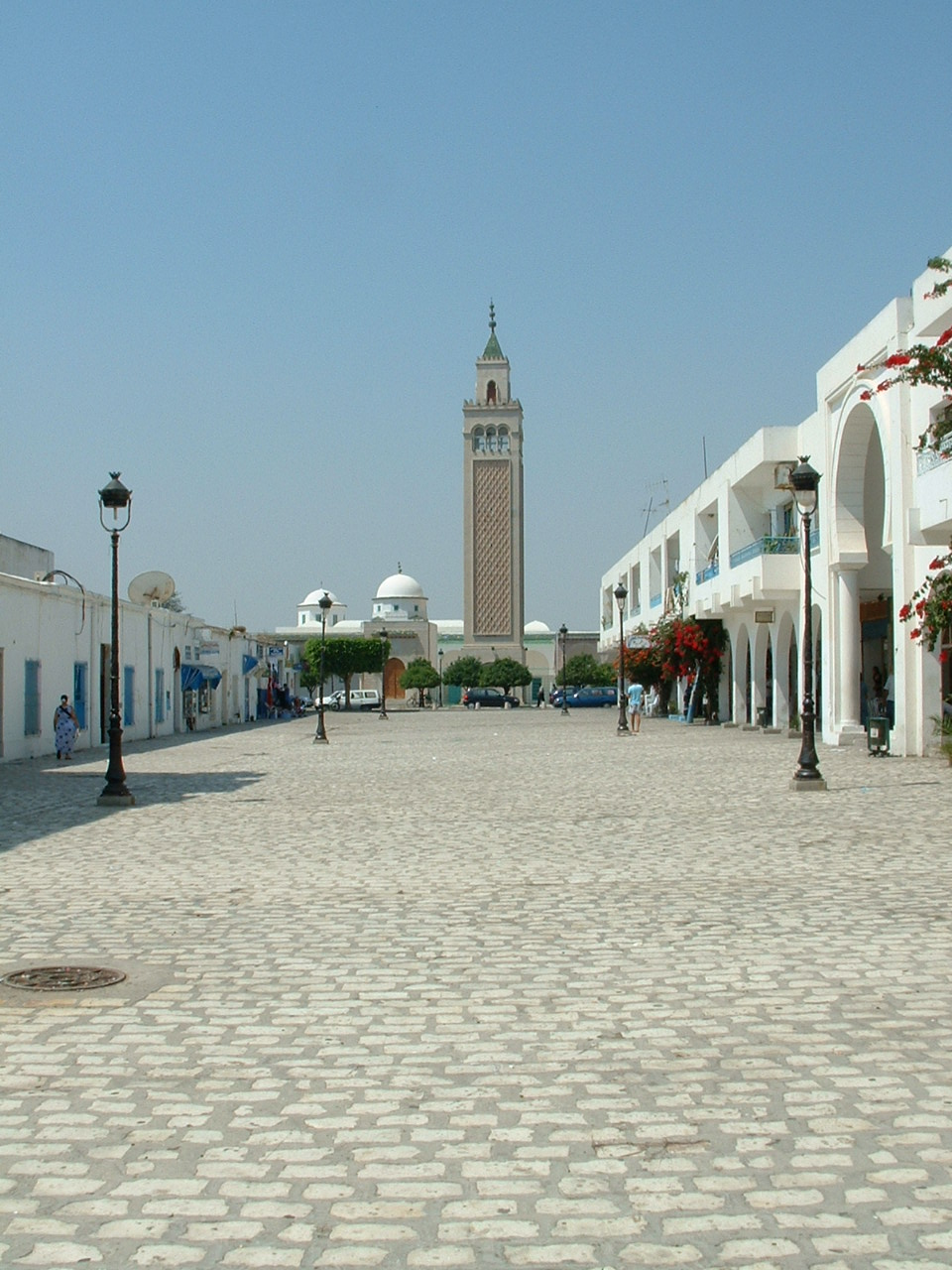
La Marsa.
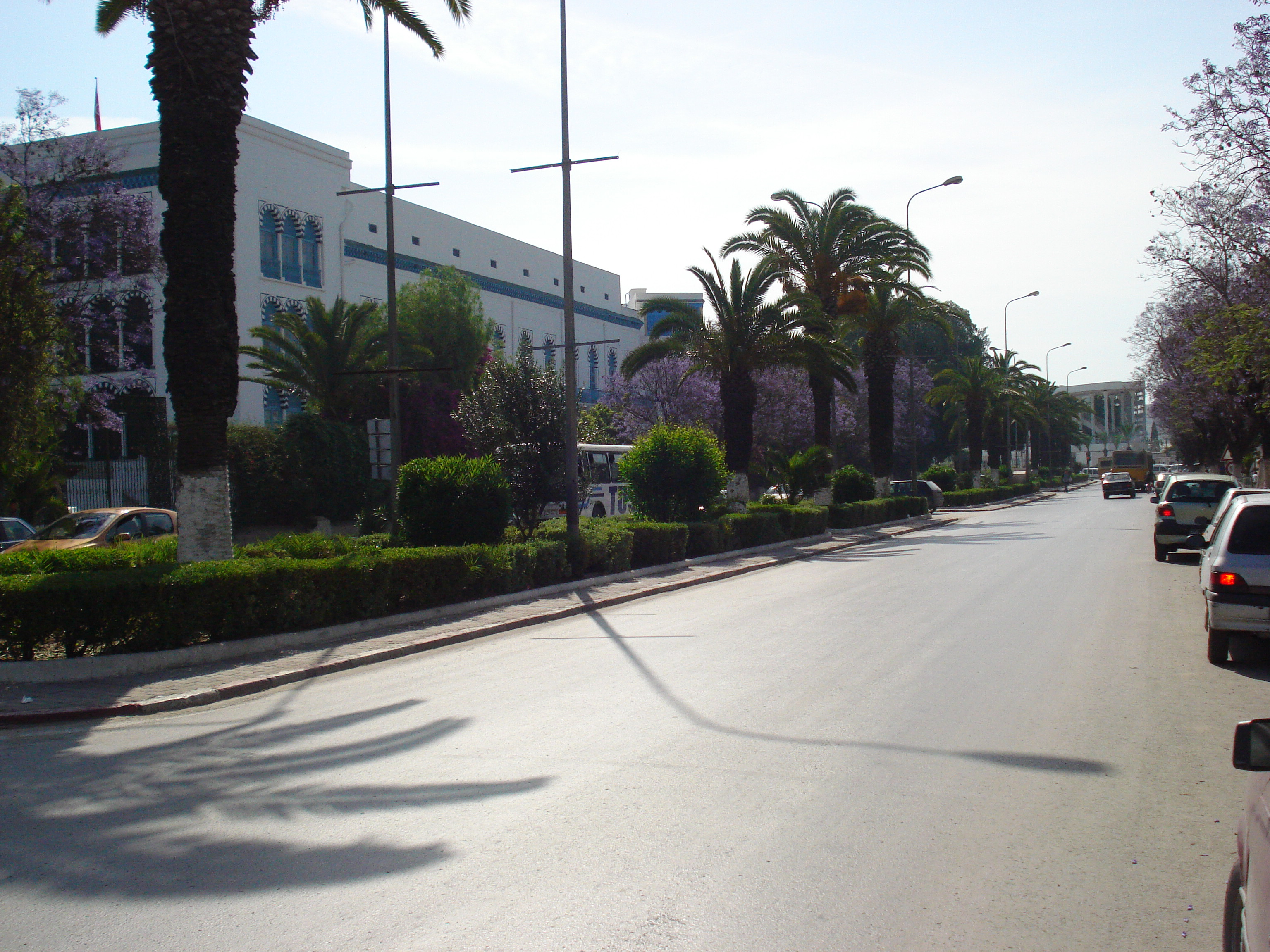
Le Bardo.
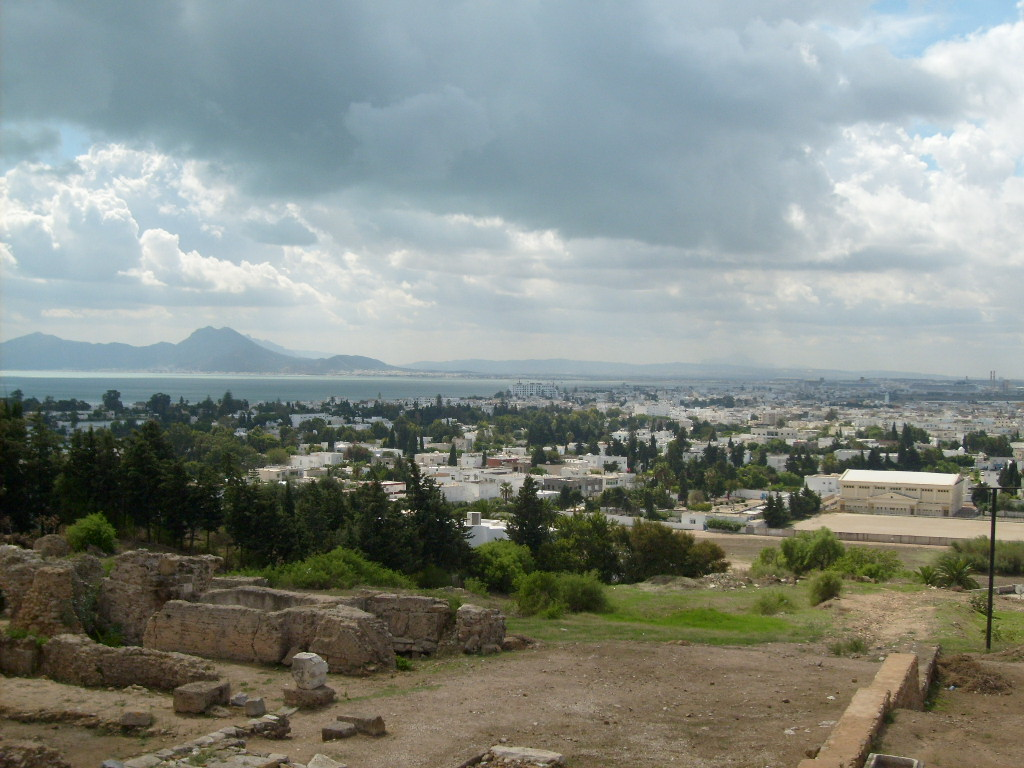
Carthage.
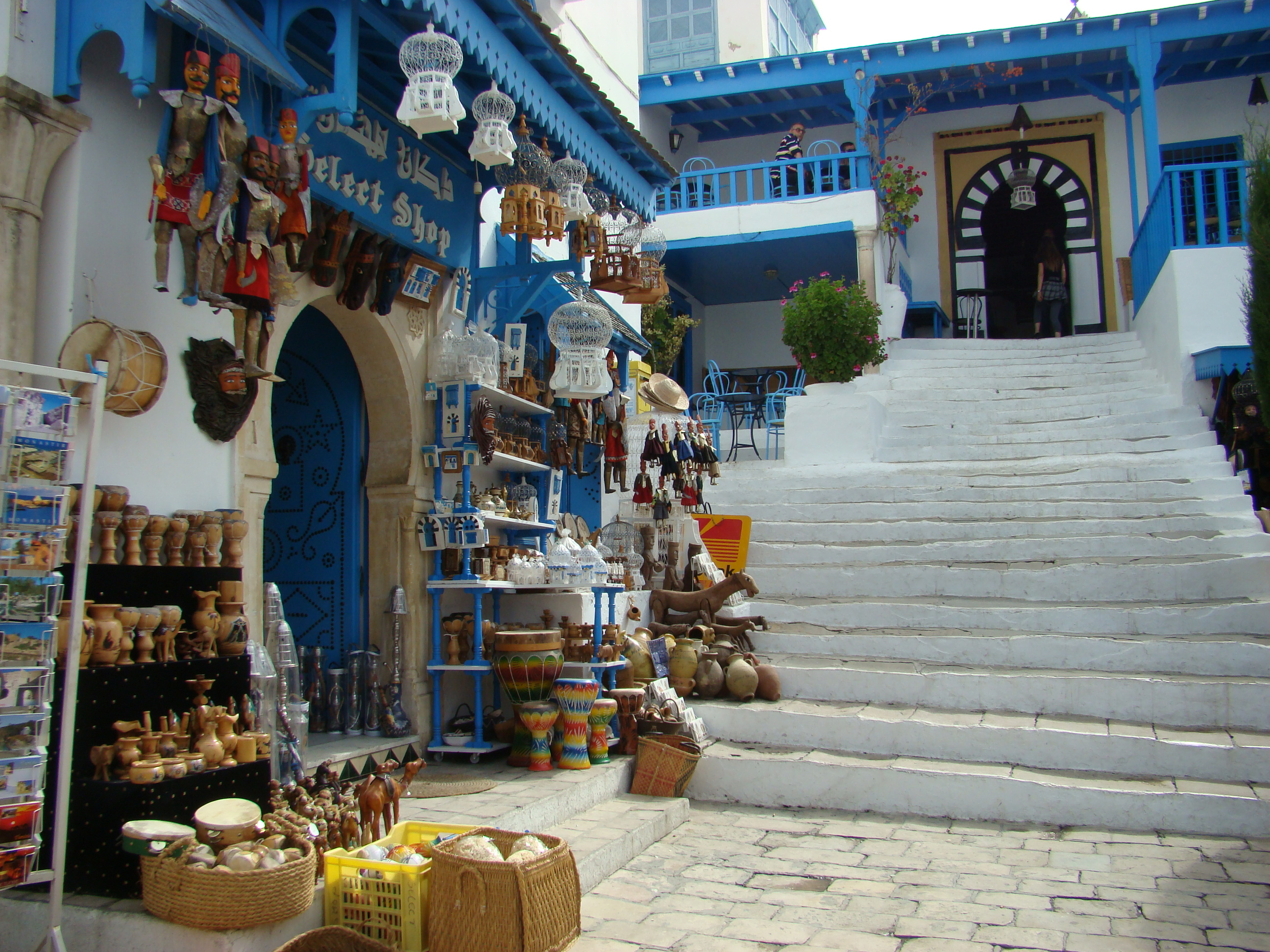
Sidi Bou Saïd.

## Politique

### Gouverneur
L'administration du gouvernorat est dirigée par un gouverneur dont voici la liste depuis 1956 : 
- Ahmed Zaouche (juin 1956-septembre 1959)
- Mohsen Nouira (septembre 1959-octobre 1961)
- Mohamed Zine El Abidine Mohsen (octobre 1961-août 1962)
- Béchir Bellagha (août 1962-juillet 1965)
- Hassib Ben Ammar (juillet 1965-septembre 1969)
- Fouad Mebazaa (septembre 1969-novembre 1973)
- Abdelhamid Melki (novembre 1973-septembre 1976)
- Kacem Bousnina (septembre 1976-mars 1978)
- Abbès Mohsen (mars 1978-mai 1980)
- M'hedheb Rouissi (mai 1980-mars 1983)
- Hamadi Khouini (mars 1983-décembre 1986)
- Abbès Mohsen (décembre 1986-juin 1988)
- Kamel Belkhodja  (juin 1988-août 1989)
- Hamadi Khouini (août 1989-octobre 1990)
- Abdallah Kaâbi (octobre 1990-novembre 1999)[3]
- Omar Ben Mahmoud (novembre 1999-février 2003)
- Mahmoud Méhiri (février 2003-août 2005)
- Mondher Friji (août 2005-2 février 2011)
- Adel Ben Hassen (2 février 2011-24 août 2013)
- Abderrazak Ben Khelifa (24 août 2013-28 février 2014)
- Hamed Abid (28 février 2014[4]-22 août 2015)
- Fakher Gafsi (22 août 2015[5]-16 septembre 2016)
- Omar Mansour (16 septembre 2016[6]-29 octobre 2017)
- Chedly Bouallegue (29 octobre 2017[7]-30 décembre 2021)
- Kamel Feki (30 décembre 2021[8]-17 mars 2023[9])
- Imed Boukhris (depuis le 8 septembre 2024[10])

### Représentation
Le gouvernorat de Tunis est représenté par 17 membres à l'Assemblée des représentants du peuple répartis dans deux circonscriptions, celle de Tunis I, avec neuf députés, et celle de Tunis II, avec huit députés.
Les sièges sont répartis de la façon suivante à la suite des élections législatives de 2019 :
- quatre députés appartenant à Au cœur de la Tunisie ;
- trois députés appartenant à Ennahdha ;
- deux députés appartenant au Courant démocrate ;
- deux députés appartenant à la Coalition de la dignité ;
- deux députés appartenant à Tahya Tounes ;
- deux députés appartenant au Parti destourien libre ;
- deux députés indépendants.

Avant la révolution, sous le régime de Zine el-Abidine Ben Ali, le gouvernorat est représenté par onze députés pour la première circonscription de Tunis et neuf pour la deuxième, la majorité appartenant au Rassemblement constitutionnel démocratique.

### Maires
Voici la liste des maires des huit municipalités du gouvernorat de Tunis dont les conseils municipaux ont été élus le 6 mai 2018 et présidés par les maires suivants :
- Tunis : Souad Abderrahim[11]
- Carthage : Hayet Bayoudh[12]
- La Marsa : Moez Bouraoui[13]
- Le Bardo : Mounir Tlili[14]
- La Goulette : Amel el-Ksir Limam[15]
- Le Kram : Fathi Laâyouni[16]
- Sidi Hassine : Fredj Gribaa[17]
- Sidi Bou Saïd : Mohamed Khalil Chérif[18]

### Résidences officielles
Le gouvernorat de Tunis abrite les résidences officielles du gouvernement et les sièges des ministères.

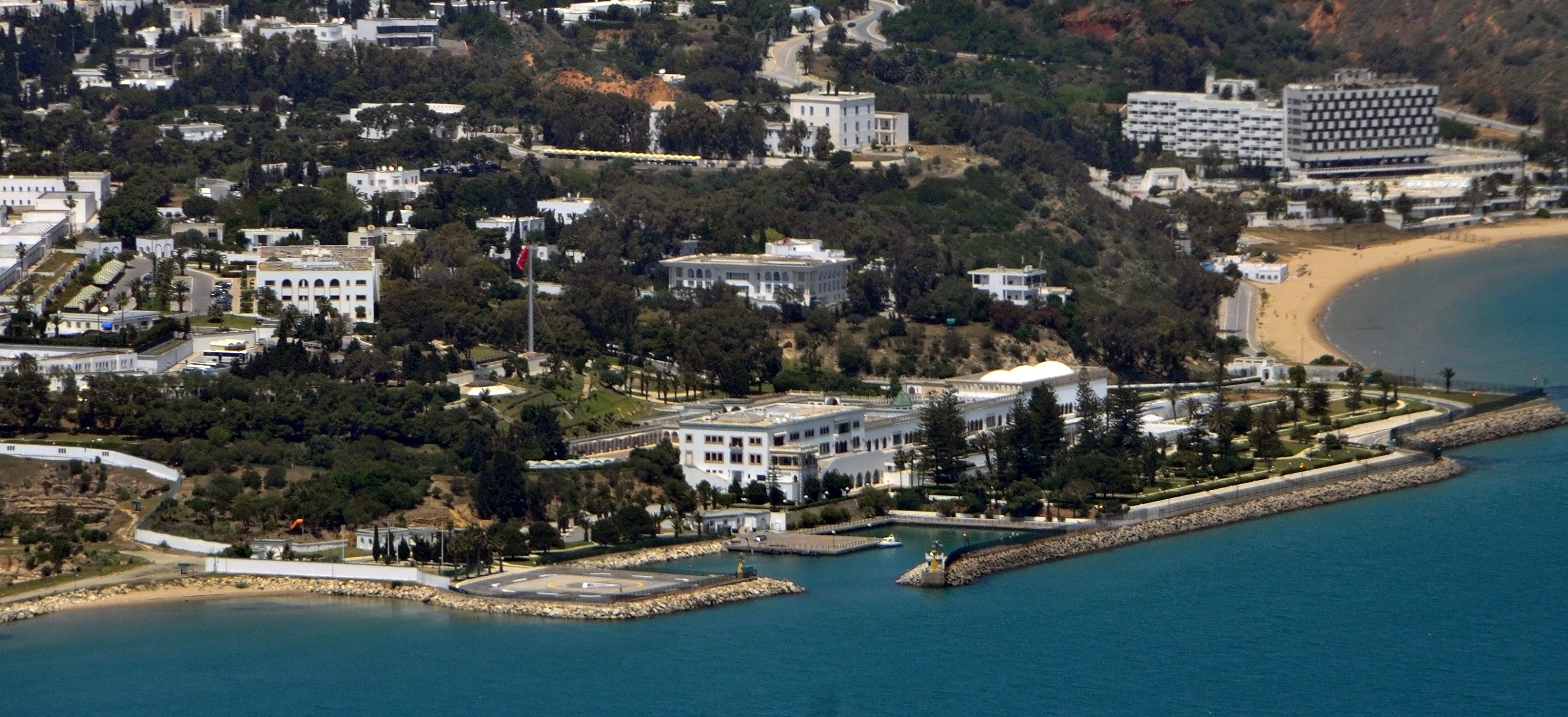
Palais présidentiel de Carthage, siège de la présidence de la République.
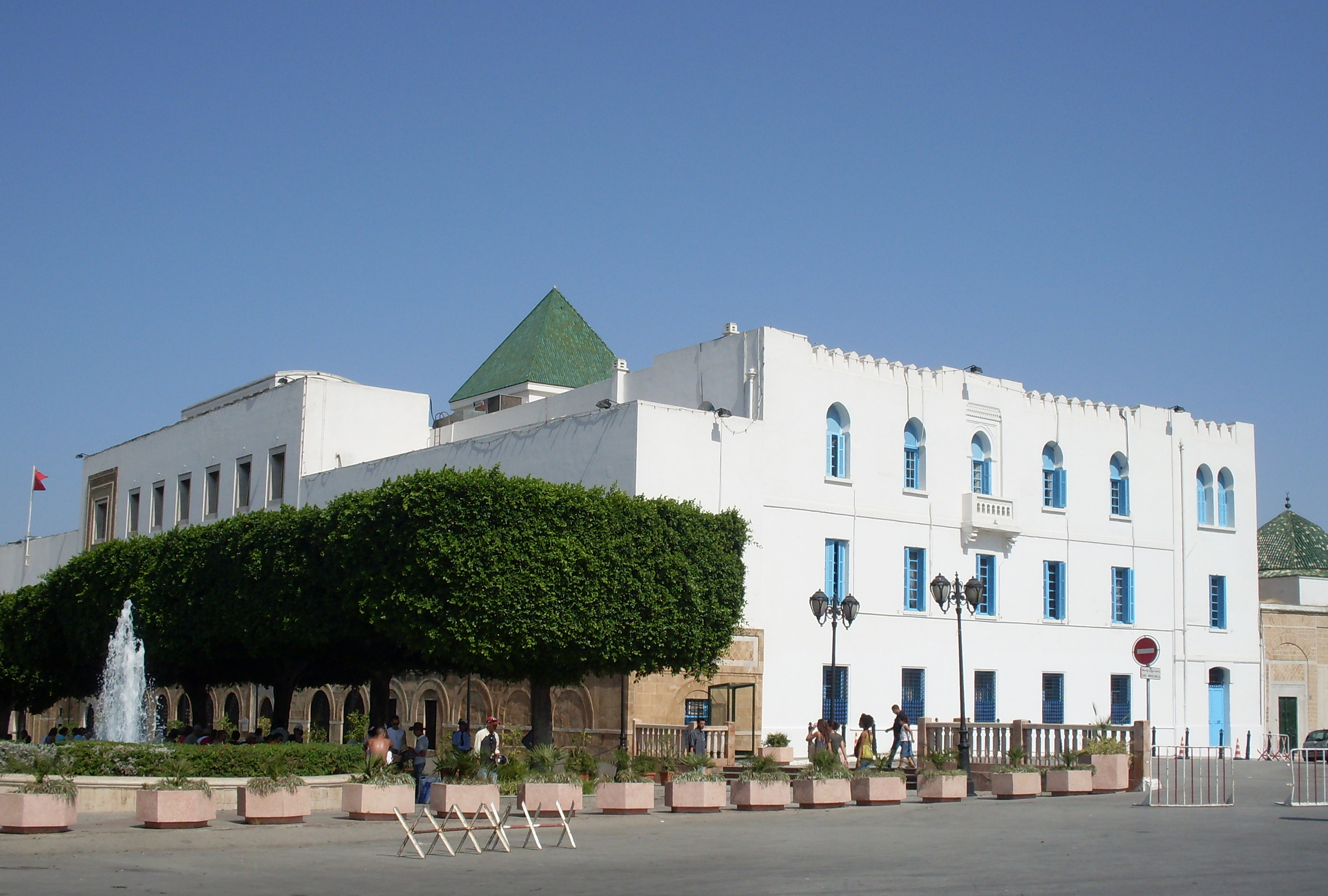
Dar El Bey, siège du chef du gouvernement.
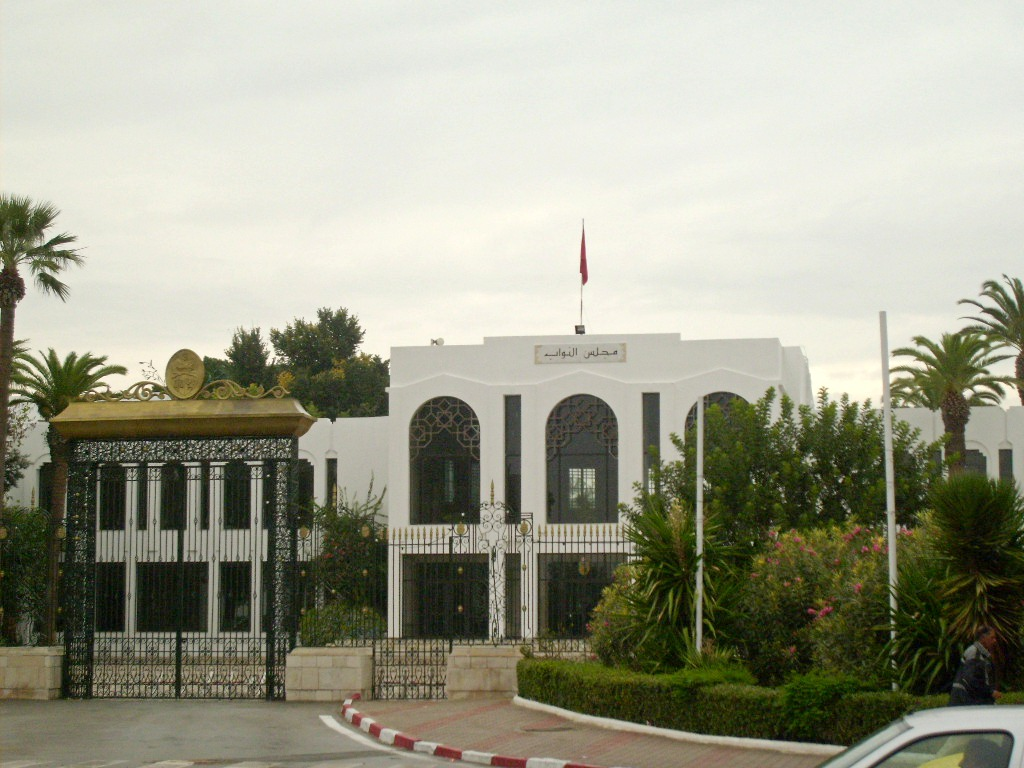
Palais du Bardo, siège de l'Assemblée des représentants du peuple.
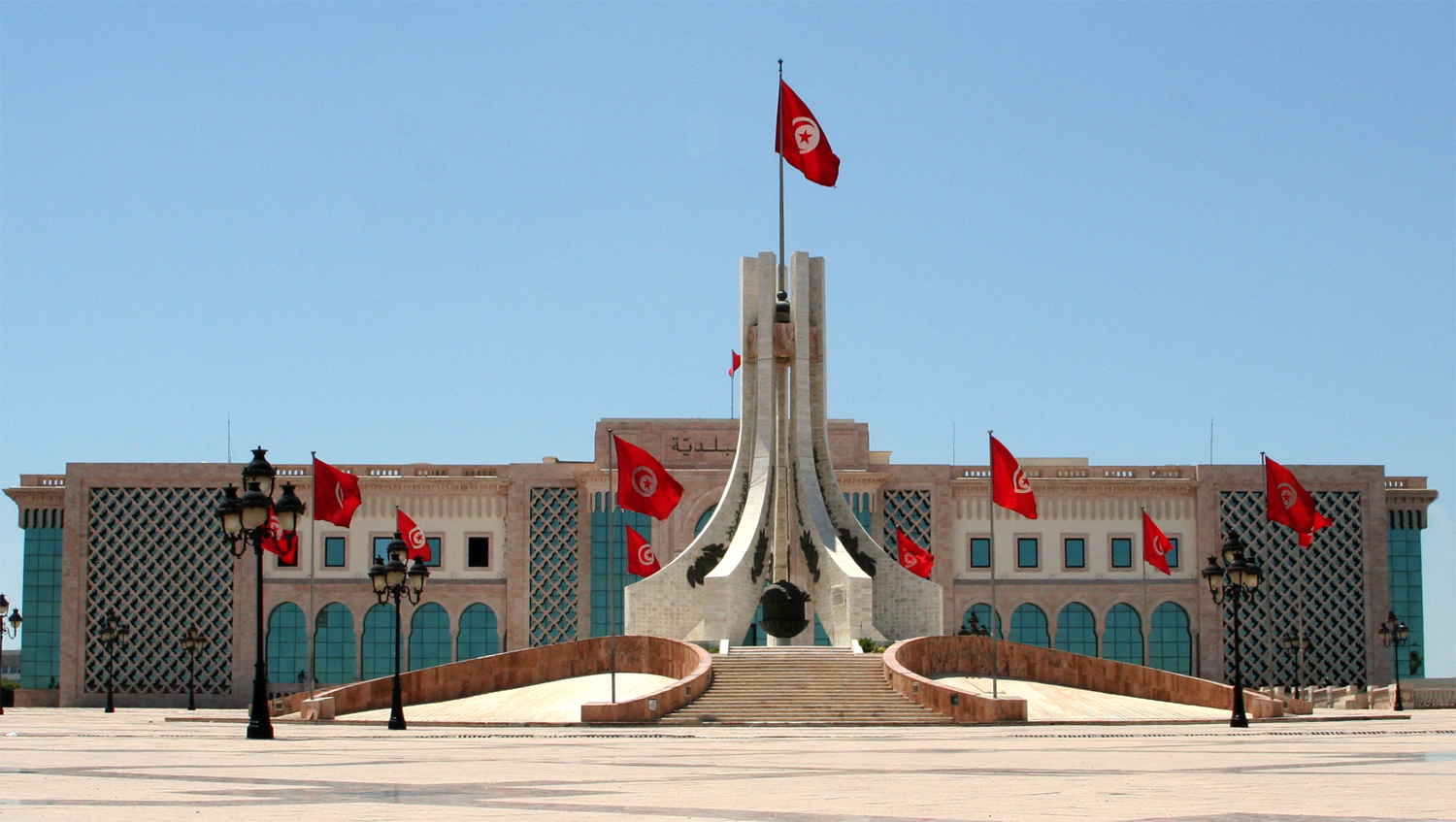
Hôtel de ville de Tunis.

## Économie
C'est le gouvernorat produisant le plus de richesses. La part des secteurs d'activité dans le PIB se répartit de la façon suivante :
- Commerce et services : 49,4 % ;
- Industrie, énergie et construction : 34,3 % ;
- Agriculture et pêche : 16,3 %.

Malgré la dynamique de décentralisation industrielle en banlieue, il existe quatre zones industrielles s'étendant sur 273 hectares :
- La Goulette ;
- Charguia ;
- Ibn-Khaldoun ;
- Djebel Jelloud.

470 entreprises industrielles y sont implantées dont 175 totalement exportatrices. Ces entreprises opèrent essentiellement dans l'industrie du textile et de l'habillement, l'industrie du cuir et de la chaussure et les industries électroniques et électriques. Par ailleurs, deux nouvelles zones de 58,5 hectares sont planifiées. Mais l'activité économique du gouvernorat est surtout marquée par les services, marchands et non marchands.

## Sport
- Avenir sportif de La Marsa ;
- Club africain ;
- Club olympique des transports ;
- Espérance sportive de Tunis ;
- Étoile olympique La Goulette Kram ;
- Stade tunisien.